# Іванченко Петро Кіндратович
Петро Кіндратович Іванченко (21 жовтня 1913, Літки, Лугинська волость, Овруцький повіт, Волинська губернія, Російська імперія — 1999, село Бузова, Києво-Святошинського району Київської області) — працівник колгоспу с. Літки. Кавалер ордена Вітчизняної війни I ступеня.

## Біографія
Народився 21 жовтня 1913 року в с. Літки у родині селянина Кіндрата Федоровича та його дружини Варвари.
Закінчив 2 класи у сільській парафіяльній школі.
Працював у сільському колгоспі.
У 1941 році мобілізований у лави Червоної армії. У 1942 році поранений під Сталінградом, піклувався у госпіталі м. Саратов. Після війни нагороджений орденом Вітчизняної війни I ступеня.
Помер у 1999 році в селі Бузова.